# Dayseeker
Dayseeker ist eine 2012 gegründete Metalcore-/Post-Hardcore-Band aus dem kalifornischen Orange County.

## Geschichte

### What It Means to Be Defeated
Gegründet wurde Dayseeker im Jahr 2012 von dem Sänger Rory Rodriguez, den beiden Gitarristen Alex Polk und Gino Sgambelluri, dem Bassisten Andrew Sharp und dem Schlagzeuger Mike Karle. Rodriguez und Polk spielten vorher zusammen in der Band Arms Like Yours. Die anderen Musiker spielten teilweise in der Band Southern Lights. Im gleichen Jahr erschien eine EP ohne Titel, welche die Lieder What It Means to Be Defeated, Collision.Survive und Resurrect enthält, die auf dem Debütalbum neu aufgenommen wurden, sowie zwei Lieder mit unbekanntem Titel.
Im Juli 2013 wurde die Band von inVogue Records unter Vertrag genommen. Das Debütalbum What It Means to Be Defeated wurde am 29. Oktober 2013 veröffentlicht. Drei Tage vorher wurde das komplette Album auf der Website des Musikmagazins Alternative Press komplett als Stream vorgestellt. Am 24. November 2014 wurde das Album mit drei Akustikliedern vom Label neu aufgelegt. Bei der Neuaufnahme des Albums war Tom Denney, der ehemalige Gitarrist von A Day to Remember, beteiligt.
Im November und Dezember 2013 tourte die Gruppe drei Wochen lang mit Kingdom of Giants durch die Vereinigten Staaten. Im April und Mai 2014 war die Band Teil der „The Artery Foundation Across the Nation Tour“, bei der auch Upon This Dawning und The Browning spielten.

### Origin
Mitte Dezember 2014 kündigte die Band an, im Januar 2015 das Studio zu beziehen, um ihr zweites Studioalbum aufzunehmen, welches im Frühjahr 2015 erscheinen soll. Im März 2015 gaben das Label und die Band bekannt, dass das Album den Namen Origin tragen und im April 2015 veröffentlicht werden würde. Das Album wurde von Nick Ingram produziert, welcher auch mit Hotel Books und Before Their Eyes zusammenarbeitete. Zudem veröffentlichte die Gruppe eine Coverversion des Liedes Jealous von Nick Jonas, welche bei der Vorbestellung des Albums heruntergeladen werden konnte. Origin erschien schließlich am angekündigten Datum. Es wurde angekündigt, dass Origin im April 2016 mit zusätzlichem Material, darunter zwei Coverliedern und fünf Neu-Interpretationen bereits veröffentlichter Stücke, neu aufgelegt wird.
Im Dezember 2014 gaben Dayseeker bekannt, dass sie zwischen März und April 2015 als Vorband für Hawthorne Heights auf der „Stripped Down to the Bone Tour“ entlang der Westküste der Vereinigten Staaten spielen werden. Im März 2015 spielte Dayseeker auf dem South by So What?! im QuickTrip Park in Grand Prairie. Direkt im Anschluss tourte die Gruppe zwischen dem 18. April und dem 4. Mai 2015 mit Silent Planet durch mehrere Bundesstaaten der Vereinigten Staaten. Zwischen dem 11. Juni 2015 und dem 2. Juli 2015 absolvierte die Gruppe mit The Ongoing Concept eine Konzertreise durch die Staaten. Direkt im Anschluss war die Gruppe Teil der Crossroads Tour, die außerdem von I Prevail, Dangerkids, Fit for Rivals und Animal in Me begleitet wurde und ebenfalls durch die Vereinigten Staaten führte. Im November und Dezember 2015 tourte die Gruppe erstmals durch Europa. Dabei trat die Gruppe als Headliner auf. Als Vorband wurde die italienische Band Helia bestätigt. Die Auftritte der 19 Konzerte umfassenden Musiktournee fanden im Vereinigten Königreich, Deutschland, Frankreich, Österreich, in der Schweiz, Italien, Rumänien, Ungarn, Tschechien und in den Niederlanden statt. Zwischen April und Mai 2016 spielte die Gruppe im Vorprogramm von Wolves at the Gate. Im August und September 2016 tourte die Band gemeinsam mit Hotel Books im Rahmen der InVogue Records Tour, welche von Convictions begleitet wurde, durch die Vereinigten Staaten.

### Wechsel zu Spinefarm Records undDreaming is Sinking///Waking is Rising
Am 15. Dezember 2016 wurde bekanntgegeben, dass die Gruppe einen Plattenvertrag bei Spinefarm Records unterschrieben habe und im Januar 2017 mit Produzent Josh Schroeder, welcher bereits mit King 810 und The Plot in You an Alben arbeitete, das Studio beziehen wolle um an den Arbeiten für ihr inzwischen drittes Studioalbum beginnen wolle. Kurz nach der Ankündigung bei Spinefarm unterschrieben zu haben, kündigte die Gruppe eine weitere Tour durch die Vereinigten Staaten mit Silent Planet, Hail the Sun und Ghost Key an, die im Februar 2017 startete.
Mit Alex Polk und Andrew Sharp verließen zwei Musiker bereits 2015 die Band während Shawn Yates – ein ehemaliger Musiker der Band At the Skylines – als Gitarrist zur Band stieß.  Im April und Mai 2015 tourte Dayseeker als Vorgruppe für Wolves at the Gate durch die Vereinigten Staaten. Am 14. Juli 2017 erschien mit Dreaming is Sinking///Waking is Rising das dritte Studioalbum der Gruppe. Vorab wurden die Stücke Vultures, Abandon und Sleep In the Sea Pt. II als Singleauskopplungen veröffentlicht.
Zwischen dem 5. und 23. Juli 2017 spielt die Band mit The Plot in You im Vorprogramm für The Color Morale eine weitere Konzertreise durch die Staaten.

## Stil
Der Musikstil wird auf dem Debütalbum What It Means to Be Defeated als eine klassische Variante des Post-Hardcore beschrieben, welcher gefühlvollen Gesang und melodische Instrumentale miteinander verknüpft. Verglichen wurde die Musik der Gruppe auf dem Debütalbum What It Means to Be Defeated mit For Today und Beartooth. Auch wurden musikalische Ähnlichkeiten mit Memphis May Fire, Periphery, Northlane und Bring Me the Horizon attestiert.
Die Liedtexte werden größtenteils von Sänger Rory Rodriguez geschrieben und handeln meist von persönlich erlebten Erfahrungen der Musiker. Seine Texte sind düster und depressiv gehalten. Auf dem zweiten Album Origin beschreibt der Sänger die Parkinson-Erkrankung seines Vaters (A Cancer Uncontained), die Alkoholsucht seiner Mutter (The Earth Will Turn), sowie die Erlebnisse eines Freundes, dessen Tochter tot auf die Welt kam (Never See the Sun Rise). Das Album Dreaming Is Sinking /// Waking Is Rising ist ein Konzeptalbum, das von einem Mann handelt, der im Koma liegt. Währenddessen stirbt seine Mutter, seine Freundin trennt sich von ihm. Der Song Vultures von ebendiesen Album handelt von sexuellem Missbrauch.

## Diskografie
- 2013: Untitled (EP, Eigenveröffentlichung)
- 2013: What It Means to Be Defeated (Album, inVogue Records, Neu-Auflage 2014)
- 2015: Origin (Album, inVogue Records, Neu-Auflage 2016)
- 2017: Dreaming is Sinking///Waking is Rising (Album, Spinefarm Records)
- 2019: Sleeptalk (Album, Spinefarm Records)
- 2022: Dark Sun (Album, Spinefarm Records)